# 婚活食堂
『婚活食堂』（こんかつしょくどう）は、山口恵以子による日本の小説シリーズ。2018年5月22日にPHP研究所より単行本が刊行され、2019年9月6日に「婚活食堂 1」に改題の上、文庫化された。文庫本のシリーズは2023年5月10日時点で9巻まで刊行されている。
元占い師のおでん屋の女将が、恋に悩む来店客たちの心とお腹を、「見える力」と美味しい料理で満たすハートフルストーリー。
毎巻、5編の連作短編集からなり、巻末に作中に登場する料理のレシピ集が掲載されている。
2023年4月期にBSテレ東にてテレビドラマ化された。

## 登場人物
玉坂 恵（たまさか めぐみ）
おでん屋「めぐみ食堂」の女将。元占い師。

## 書誌情報
- 単行本：山口恵以子『婚活食堂』 PHP研究所
  1. 2018年05月22日刊行、ISBN 978-4-569-83796-3
- 文庫本：山口恵以子『婚活食堂』シリーズ　PHP文芸文庫、既刊8巻（2022年11月10日時点）
  1. 2019年09月06日刊行[1]、ISBN 978-4-569-76954-7
  2. 2019年11月08日刊行[1]、ISBN 978-4-569-76972-1
  3. 2020年05月19日刊行[1]、ISBN 978-4-569-90060-5
  4. 2020年11月05日刊行[1]、ISBN 978-4-569-90083-4
  5. 2021年05月11日刊行[1]、ISBN 978-4-569-90122-0
  6. 2021年11月04日刊行[1]、ISBN 978-4-569-90168-8
  7. 2022年05月09日刊行[1]、ISBN 978-4-569-90168-8
  8. 2022年11月10日刊行[1]、ISBN 978-4-569-90253-1
  9. 2023年05月10日刊行[1]、ISBN 978-4-569-90306-4

## テレビドラマ
2023年4月16日（15日深夜）から7月9日（8日深夜）まで、BSテレ東とクープの共同制作により「真夜中ドラマ」枠で放送された。主演は菊池桃子。
原作小説に倣い、ドラマ終了後にその放送話で取り上げられた一品料理の調理方法をまとめたコーナーが設けられている。

### キャスト

#### 主要人物
玉坂恵（たまさか めぐみ）
演 - 菊池桃子
おでん屋「めぐみ食堂」の女将。元占い師「レディームーン」。
人を想う人からは光が、人をだまそうとする人からはドス黒い邪気が見える。

#### 常連客
「めぐみ食堂」の常連客。
真行寺巧（しんぎょうじ たくみ）
演 - 渡辺いっけい（第1話 - 第5話・第8話 - 第10話・最終話）
不動産会社「丸真トラスト」の社長。恵の過去を知り、昔からサポートしてきた。
恵の師である亡き尾局與を恩人と慕い、その弟子の恵も支える。
ユン・ソジュン
演 - ユン・ソンモ（第3話 - 第6話・第9話・最終話）
IT企業の経営者。釜山出身。
矢野亮太
演 - 渡部秀（第3話 - 第6話・第11話・最終話）
会計事務所で働く税理士補助の男性。
森尾さやか（もりお さやか）
演 - 綾乃彩（第3話・第4話・第7話・第8話・最終話）
タウン誌の編集者。マッチングアプリで出会いを求める。
坂口義治（さかぐち よしはる）
演 - 高山猛久（第2話 - 第7話・第9話・第11話・最終話）
野鳥写真家。

#### その他
尾局與（おつぼね あたえ）
演 - 丘みつ子
恵の師匠。故人。
真行寺が5歳のころ、彼の両親が事業に失敗しアパートに付け火をして一家心中を図るが、生存して孤児となった真行寺を成人するまで援助した。

#### ゲスト

##### 第1話
小暮ほのか（こぐれ ほのか）
演 - 都丸紗也華（第2話・最終話）
高瀬川病院の医療事務員。年の差のある社長との結婚を考える女性。
若狭正蔵〈65〉
演 - 得丸伸二（第2話）
不動産会社「ワカサ商事」の社長。ほのかの交際相手。恵は彼に邪気を見るが、行方不明だった元妻の殺人容疑で逮捕される。
杉原良二（すぎはら りょうじ）
演 - 真壁勇樹（第2話・最終話）
高校教師。ほのかと結婚する。
テレビ局AD
演 - あやかんぬ
番組開始40分前にレディームーン（恵）が失踪したと制作スタッフたちに報告する。
ディレクター、スタッフA、スタッフB
演 - 菊池豪、たなかさと、山田隼人
レディームーン（恵）が出演するテレビ番組の制作スタッフ。
真行寺の部下
演 - 深澤恒太

##### 第2話
高瀬川千波（たかせがわ ちなみ）
演 - 綺咲愛里（第1話）
高瀬川病院の院長の娘。バツイチ。夢を追う歳下バンドマンに恋をしている。
新谷拓也（しんたに たくや）
演 - 池田倫太朗
バンドマン。千波が想いを寄せる相手。恵は彼に邪気を見るが、実は妻子持ちで千波を騙していた。
宝井純一（たからい じゅんいち）
演 - 南圭介
外科医。自転車との衝突事故で右足を負傷した千波の主治医。彼が千波を語る際、恵は彼に光を見る。
中江旬
演 - 黒藤結軌（回想）
恵の亡夫。誠堂社の編集者。優しい人柄と思われたがそれは芝居で、暴力的な人物であった。
新谷の妻、新谷のこども
演 - 大西佐依（写真）、奥野葵翔（写真）

高瀬川誠之助
演 - 原康義
千波の父。高瀬川病院の院長。恵の助言で新谷の身辺調査を行い、妻子持ちと知る。

##### 第3話
柴田優菜
演 - 谷まりあ（第2話・第6話・第9話・最終話）
大手英会話スクール勤務。婚活パーティー20連敗だったが、婚活パーティーの婚活アドバイザー登島に恋をする。
登島聡平
演 - 吉田電話
婚活パーティーの婚活アドバイザー。婚活パーティーの会社を起業するのが夢と優菜に語る。
正体は婚活パーティーでカップル成立しなかった参加女性を騙す詐欺師・鶴田直樹。優菜を騙そうとしていた。
梅崎賢人
演 - 市川欣望
さやかと婚活パーティーでカップルになった男性。さやかに投資話を持ち掛ける。
本名は大川で、登島の詐欺仲間であった。
辻井エレーナ（つじい エレーナ）
演 - 古藤ロレナ（第8話）
真行寺の秘書。ロサンゼルスとの取引で真行寺の指示を仰ぎ、英語で電話を掛ける。
司会者
演 - 眼鏡太郎
優菜が参加した婚活パーティーの司会者。
弁護士
演 - 田久保宗稔
婚活会社「カップリングエージェント」の顧問弁護士。
登島（鶴田）と梅崎（大川）が婚活パーティーの会員女性から金銭を騙し取っている件で彼らを警察に連れていく。
長谷川
演 - 飛山竜太
「カップリングエージェント」の社員。登島（鶴田）が婚活パーティーに潜り込んでいる証拠を突き付ける。

##### 第4話
広瀬志乃
演 - 安川まり（第5話・第6話）
ソジュンが恋する女性。心臓の病で入院している家族がおり看病で病院に通い詰めているが、ソジュンのアプリ改善の調査に協力する。
ソジュンに「めぐみ食堂」に誘われるが、6歳の男児のシングルマザーと明かし、友人として付き合おうとソジュンに告げる。
清家玲子
演 - 高杉美羽
ソジュンのビジネスパートナー。ソジュンの学生時代の先輩。モバイルアプリ「ビジネスマップ」の評価が下がりユーザー数が減少したことから、1か月で改善策が打てなければ、新規のアプリの開発が必要と訴える。

##### 第5話
江川大輝（えがわ だいき）
演 - 岩川晴（第6話・第8話・第9話・最終話）
児童養護施設「愛生園」で暮らす少年。養護施設が連休の時に、恵に預かって欲しいと真行寺が連れてくる。
惠は志乃にソジュンが子どもの面倒見がよいことをアピールさせるため、彼に遊び相手を任せる。
後日、母との思い出の味「おでんご飯」を探しに常連客のさやかと真宮寺の秘書エレーナを伴い、おでん屋巡りをする。
広瀬紬（ひろせ つむぐ）
演 - 道上健
志乃の6歳の息子。志乃が心臓病で入院していると言っていた家族。心臓移植の待機者となるため、志乃と渡米する。
外国人看護師
演 - セファ・リナ
渡米して紬が入院した病院の看護師。

##### 第6話
千々石茅子（ちぢわ かやこ）
演 - 宮崎美子
派遣販売員。ひとり娘の咲子のためと、彼女の人生に干渉し、婚活をサポートする。
千々石咲子（ちぢわ さきこ）〈29〉
演 - 奥仲麻琴
茅子の娘。会社員。母親に婚活を応援されていたため、交際相手の大月のことを言い出せないでいた。
自分の人生に過干渉な母と衝突し、大月と結婚するために家を出ていく。
大月健作（おおつき けんさく）〈50〉
演 - 杉山ひこひこ
咲子の交際相手で、会社の同僚。7年前に妻をがんで亡くしたシングルファザーで、二人の子持ち。
大月樹、大月茉莉
演 - 村澤瑠依、武田直華
健作の中1の息子と小3の娘。茉莉と咲子は、茅子をもてなすためのおでんの昆布の調理方法を恵からを教わる。

##### 第7話
左近由利（さこん ゆり）
演 - 橋本マナミ
大手アパレルメーカーで世界中を飛び回るマーチャンダイザー。
前妻と死別して2年しか経っていないラマンからプロポーズされ、自分の父が母と死別後、母の親友と3年後に再婚したことを思い出させ、彼を信用できず、結婚を躊躇するが、恵にラマンも再婚を求める自分が由利に不誠実と思われていないか気にしていたと教えられ、彼となら幸せになれると結婚を後押しされる。
ナレイン・ラマン
演 - 和泉大輔
インド人のシステムエンジニア。ニューデリー出身。由利のアパレルメーカーに出入りし、日本で飲食店を出店するいとこのために店舗探しに尽力してくれた由利に惚れてプロポーズする。

##### 第8話
楽でん店主
演 - 大野泰広
だるまが店のシンボルの、関西風の出汁を使ったおでんの店。
大輝が母との思い出の味「おでんご飯」を探しに来店するが、この店にはなかった。
志乃ぶ店主
演 - 小島真樹
豆腐の具材が名物のおでんの店。「おでんご飯」を探しに来店し、大輝は豆腐のおでんが、思い出の味に似ていると言う。
この言葉をヒントに、恵は大輝の思い出の味が、おでん豆腐を乗せたご飯、お多福の「とうめし」と探し当てる。

##### 第9話
新見晶（にいみ あきら）
演 - 片山萌美（第10話・最終話）
親同士の「代理婚活」で貴史と対面する女性。弁護士で、社員のパワハラ疑惑のある真行寺の会社を相手取る。
貴史の優しさに惹かれ自ら求婚し、結婚後は苺農園の近くの小さな法律事務所で弁護士の仕事を続ける。
仁木貴史（にき たかし）
演 - 山崎裕太（第10話・最終話）
親同士の「代理婚活」で晶と対面する男性。イチゴ農園「仁木ファーム」の跡取り。
母親である雅美の連れ子で、父親の貴史とは血縁関係にないが、自ら農業の道を選び、父親を尊敬している。
実家の苺農園のことは気にせず、晶には弁護士の仕事を続けてもらいたいと気遣い、彼女から求婚される。
新見圭介（にいみ けいすけ）
演 - 山路和弘（第10話）
晶の父親。上進大学文学部英文科の客員教授。娘の「代理婚活」の会で恵に付き添いしてもらう。
仁木泰史（にき やすふみ）、仁木雅美（にき まさみ）
演 - 大滝寛（第10話）、八十川真由野（第10話）
「仁木ファーム」を経営するバツイチ再婚同士の夫婦。「代理婚活」の会で出会った新見と意気投合し、子供たちを会わせることにする。

##### 第10話
武林卓（たけばやし すぐる）
演 - 越村友一
上進大学新聞学科教授。丸真トラストでのパワハラを苦に亡くなったとされる和田が院生だったころの担当教官。
裁判のための聴取に現れた晶に質問され、教え子だった和田のことを話す彼の姿に、恵は邪気を見る。
惠の報告で真行寺が興信所を使い身辺調査をすると、数多くの周囲の人間が自殺などの不審死をとげており、真行寺からサイコパスと呼ばれる。
自身が和田ひなのの自殺の件で提訴されることを避けるため、マスコミに丸真トラストでパワハラによる自殺があったと虚偽の情報をリークしていた。
豊川秀二（とよかわ しゅうじ）
演 - 坂本真
丸真トラストの営業部社員。部下の和田ひなのが飛び降り自殺したことでパワハラで提訴されるが、人間関係のトラブルはなかったと真行寺に報告する。
田中凪咲（たなか なぎさ）
演 - 橘里依
武林ゼミの院生。武林からゼミで支配されており、卒業した和田ひなのも支配されていたと晶に証言する。
院生A、院生B
演 - 楠木志歩、鳥生りさこ
武林ゼミの院生。晶からゼミでの武林の様子を質問されるが、口をつぐんで答えてくれなかった。

##### 第11話
藤原海斗（ふじわら かいと）
演 - 田中幸太朗
IT長者でオーケストラ団体のスポンサー。イケメンな紳士。
開発したAI「マヤ」を愛し恋人と称しており、不安を吐露するマヤに自分との未来がどうなるか占って欲しいと恵にお願いするが、未来は自分の気持ち次第だと諭される。
向井十和子（むかい とわこ）
演 - 友利恵
大手食品会社に勤務する、アマチュアオーケストラの団員。
社内で左遷されたため、周囲を見返そうとIT長者の海斗にアプローチを続けるが、恵にそのことを看破され、アプローチを止める。
周囲を見返すための結婚に意味はないと恵の言葉で気付き、食品会社を辞めて、幼なじみが開店するフランス料理店のメニュー開発に招聘される。
麻生瑠央（あそう りお）、弓野愛茉（ゆみの えま）
演 - 中村樹里、高山璃子
アマチュアオーケストラの団員。公演の幹事を務めていたことから、十和子共々、海斗に慰労会で「めぐみ食堂」に招待される。
後日、「めぐみ食堂」で入れ違いとなった十和子が抜け駆けして海斗にアピールするために、リサーチしていると噂話をする。
十和子の上司
演 - 黒田光彦
十和子に開発部からマーケティング事業部への異動の内示を伝える。
マヤ
声 - 友利恵
藤原が開発したAI（人工知能）。藤原のことを恋人と称する。
積極的だった十和子の海斗へのアプローチが途絶えたことで、人間は急に心変わりするので、海斗も将来、現実世界の人間を愛するようになるのではないかと恵に不安を吐露する。

##### 最終話
日高真帆（ひだか まほ）
演 - 小島梨里杏
大学で研究を続ける無給の博士研究員（ポスドク）。亮太が高校時代の憧れの同級生。
並河恵一（なみかわ けいいち）
演 - 山田太一
大学教授。日高の不倫相手。

### スタッフ
- 原作 - 山口恵以子『婚活食堂』（PHP文芸文庫）[2]
- 脚本 - 小沼雄一[2]、三津留ゆう[2]、石川美香穂[2]
- 劇中音楽 - 田井モトヨシ、鈴木俊介、田井千里、dottedline hiroko[10]
- 主題歌 - 上野大樹「ざわめき」（cutting edge）[5]
- 監督 - 小沼雄一[2]、横井健司[2]、安川徳寛[2]
- プロデューサー - 瀧川治水（BSテレ東）[2]、鈴木伸明（クープ）[2]、服巻泰三（ソリッドフィーチャー）[2]
- コンテンツプロデューサー - 浅岡彩子（BSテレ東）[2]、藤井隆史（BSテレ東）[2]、髙橋一馬（BSテレ東）[2]、久保田渉（BSテレ東）[2]
- 制作 - BSテレ東、クープ
- 製作著作 - 「婚活食堂」製作委員会 2023

### 放送日程
| 話数   | 放送日  | サブタイトル               | サブタイトル                       | 一品料理                                      | 脚本       | 監督     |
| 話数   | 放送日  | 本放送                     | 配信                               | 一品料理                                      | 脚本       | 監督     |
| ------ | ------- | -------------------------- | ---------------------------------- | --------------------------------------------- | ---------- | -------- |
| 第1話  | 4月16日 | 復活のおでん               | 復活のおでん〜元人気占い師の変身!! | 蟹面                                          | 小沼雄一   | 小沼雄一 |
| 第2話  | 4月23日 | 葱鮪は愛の言葉             | 葱鮪のおでんは愛の言葉             | 葱鮪                                          | 三津留ゆう | 小沼雄一 |
| 第3話  | 4月30日 | 夢みるトマトおでん         | 夢みるトマトおでん                 | トマトのおでん 冷やしトマトおでん             | 小沼雄一   | 小沼雄一 |
| 第4話  | 5月07日 | 恋と涙の韓国おでん（前編） | 恋と涙の韓国おでん（前編）         | チャプチェ                                    | 三津留ゆう | 横井健司 |
| 第5話  | 5月14日 | 恋と涙の韓国おでん（後編） | 恋と涙の韓国おでん（後編）         | 新キャベツとスモークサーモンのお重ね漬け      | 三津留ゆう | 横井健司 |
| 第6話  | 5月21日 | 昆布 あいのうた            | 昆布 あいのうた                    | 昆布                                          | 石川美香穂 | 小沼雄一 |
| 第7話  | 6月04日 | いいとこどりの印度がんも   | いいとこどりの印度がんも           | インドがんも                                  | 三津留ゆう | 横井健司 |
| 第8話  | 6月11日 | おでんデンデンおでんご飯   | おでんデンデンおでんご飯           | －                                            | 小沼雄一   | 安川徳寛 |
| 第9話  | 6月18日 | 飯蛸は静かに笑う（前編）   | 飯蛸は静かに笑う（前編）           | 玉子巻き-バクダン-                            | 石川美香穂 | 小沼雄一 |
| 第10話 | 6月25日 | 飯蛸は静かに笑う（後編）   | 飯蛸は静かに笑う（後編）           | 飯蛸                                          | 石川美香穂 | 小沼雄一 |
| 第11話 | 7月02日 | 牛タンと愛のカタチ         | 牛タンとIT社長との恋               | オリーブオイルたっぷり 新じゃがのタラモサラダ | 三津留ゆう | 横井健司 |
| 最終話 | 7月09日 | 幸せのめぐみ食堂           | 幸せのめぐみ食堂〜恵の未来         | 大根                                          | 小沼雄一   | 小沼雄一 |

- 第3話は前日の『卓球ジャパン!福沢朗&日向坂46松田登場!選考会&世界卓球SP』（22時54分 - 23時18分）の放送[34]に伴う特別編成の関係でBSテレ東では24分繰り下げられ、0時24分 - 0時54分に放送された[35]。
- 第6話は前日の『世界卓球2023』（22時 - 23時54分）の放送[36]に伴う特別編成の関係でBSテレ東では30分繰り下げられ、0時30分 - 1時に放送された[37]。
  - この2回はいずれもテレビ大阪では通常通り、日曜1時から1時30分に放送された。
- 5月28日は『世界卓球2023』中継（23時30分 - 翌4時15分）のため、BSテレ東・テレビ大阪とも放送休止。

| テレビ大阪・BSテレ東 真夜中ドラマ                     | テレビ大阪・BSテレ東 真夜中ドラマ       | テレビ大阪・BSテレ東 真夜中ドラマ              |
| 前番組                                                | 番組名                                  | 次番組                                         |
| ----------------------------------------------------- | --------------------------------------- | ---------------------------------------------- |
| わたしの夫は-あの娘の恋人- （2023年1月15日 - 4月2日） | 婚活食堂 （2023年4月16日 - 7月9日）     | 湯遊ワンダーランド （2023年7月16日 - 10月1日） |
| テレビ大阪 日曜1:25 - 1:30（土曜深夜）枠              |                                         |                                                |
| わたしの夫は-あの娘の恋人- ※1:00 - 1:30               | 婚活食堂 【ここまで「真夜中ドラマ」枠】 | たこるTV                                       |